# Robert de Hoog
Robert de Hoog (Alphen aan den Rijn, 18 de novembro de 1988) é um ator neerlandês indicado ao Emmy Award. Ele é um dos mais jovens vencedores do prêmio de cinema neerlandês, o Bezerro de Ouro.

## Filmografia

### Filmes
- 2019: Baantjer het begin - Siem Looder
- 2015: Homies - Timo
- 2014: Love Eternal - Ian Harding
- 2013: APP - Tim Maas
- 2012: Black Out - Gianni
- 2012: The Domino Effect - Nick
- 2012: Love Eternal - Ian Harding
- 2011: Nova Zembla - Gerrit de Veer
- 2011: War Horse - Soldado alemão
- 2011: 170 Hz - Sijp
- 2011: Zieleman - Jacob
- 2011: Me & Mr Jones - Remi Jones
- 2011: Hop - Fred O'Hare
- 2010: Mowgli en Fidel - Fidel
- 2010: Schemer - Mick
- 2010: Life Is Beautiful - Niels
- 2008: Als Alles Bijzonder Wordt
- 2008: Vanwege De Vis

### Televisão
- 2018: Soof: Een nieuw begin - Victor
- 2018: Mocro Maffia - Tatta
- 2018: Zuidas - Edwin de Keizer
- 2017: Suspects
- 2016: Centraal Medisch Centrum - Ivo Segers
- 2016: Heer & Meester - hacker Danny
- 2014: Johan - Piet Keizer
- 2014: Heer & Meester - hacker Danny
- 2013: Atlas - teamcaptain van team Robert
- 2013: Crossing Lines - gastrol
- 2013: Feuten - Vincent Francken
- 2012: Van God Los
- 2011: Met Donker Thuis - Johnny
- 2011: Lijn 32 - Jason
- 2008: Den Helder - Maarten
- 2008: Roes - gastrol
- 2008: Hof van Joosten
- 2008: Skin - Frankie
- 2007: Keyzer & De Boer Advocaten - gastrol
- 1997: Zeeuws Meisje